# Гнилі містечка
Гнилі місте́чка (англ. rotten boroughs) — села й містечка, що знелюдніли наприкінці XVIII — початку XIX століть у Великій Британії, але зберегли при цьому представництво у парламенті. Голосами виборців у цих населених пунктах часто розпоряджався лендлорд, господар землі. Часто місце у палаті громад просто купувалось, що було не складно за кількох десятків виборців. «Рекордсменом» був населений пункт Гаттон у Сурреї, який перед реформою 1832 року надсилав до парламенту 2 депутатів, причому тільки 7 жителів мали право голосу.
Одночасно з існуванням «гнилих містечок» багато нових індустріальних центрів, наприклад, Бірмінгем, взагалі були позбавлені представництва у парламенті. Промисловий Йоркшир представляли тільки 2 депутати. У 1832 році було прийнято закон, відповідно до якого 56 «гнилих містечок» втратили право надсилати депутатів до парламенту, а для 30 інших кількість депутатів було урізано з двох до одного. Вивільнені місця передали 42 новим крупним промисловим містам. Подібні закони приймались й у наступні роки. У 1867 році було ліквідовано 46, а у 1885 — 105 «гнилих містечок».
Один з перших законів з ліквідації «гнилих містечок» було запропоновано ще 1783 року Генрі Флудом. Цікаво, що один з ініціаторів законодавства проти «гнилих містечок» Вільям Пітт (молодший) сам обирався від округу Епплбі — що входив до числа цих «гнилих містечок».